# Karamles
Karamles (eller Karemlash, Keramlais; syriska: ܟܪܡܠܫ), är en assyrisk stad på Nineveslätten i norra Irak, cirka 29 km sydöst om staden Mosul. Dess befolkning på cirka 10 000 tillhör den Kaldeisk-katolska kyrkan.